# Gattungsschuld
Gattungsschuld ist ein Rechtsbegriff aus dem Schuldrecht. Es handelt sich dabei um ein Schuldverhältnis über eine Sache, die nur nach allgemeinen Merkmalen bestimmt ist. Diese Merkmale werden Gattungsmerkmale genannt. Gattungsschulden liegen häufig bei Gütern aus Serienproduktion vor. Sie sind von Stückschulden abzugrenzen, bei der sich das Schuldverhältnis auf eine ausgewählte Sache beschränkt.
Von Belang ist die Frage der Art der Schuld im Leistungsstörungsrecht, genauer beim Untergang der Kaufsache. Die Frage ist, ob der Schuldner zur Lieferung einer neuen Sache aus der geschuldeten Gattung verpflichtet ist oder nicht.

## Bestimmung
Ob eine Gattungsschuld gegeben ist, ergibt sich zunächst aus der Parteivereinbarung. Die Parteien sind dabei nicht daran interessiert, dass dem Gläubiger eine bestimmte Sache übereignet werde. Das ist beispielsweise bei Erzeugnissen aus der Serienproduktion wie Neufahrzeugen der Fall. Bei solchen Gattungen sind die einzelnen Elemente gleichwertig, sodass es für den Gläubiger nicht von Belang ist, welchen konkreten Gegenstand er aus der Gattung erhält.
Wurde eine Gattungsschuld vereinbart, besitzt der Schuldner das Auswahlrecht hinsichtlich der zu leistenden Sache. Er kann bestimmen, welche konkrete Sache aus der vereinbarten Gattung er leisten möchte. Das Auswahlrecht kann der Schuldner nicht völlig frei ausüben. Der Gläubiger hat in Deutschland gemäß § 243 Abs. 1 BGB Anspruch auf eine handelsübliche Qualität, was das Gesetz als mittlere Art und Güte bezeichnet. Der Schuldner muss also weder eines der besten Stücke herausgeben, noch darf er eines der schlechtesten liefern.

## Gattungsschuld vor Konkretisierung
Geht die Sache unter, bevor der Schuldner seine Leistungspflicht erfüllen konnte, trifft ihn die Pflicht, eine andere Sache aus der geschuldeten Gattung zu organisieren und mit ihr seine Pflicht gegenüber dem Gläubiger zu erfüllen. Für den Schuldner ist die Gattungsschuld damit mit einem Beschaffungsrisiko verbunden.
Die Leistungspflicht des Schuldners wird grundsätzlich erst dann durch Unmöglichkeit ausgeschlossen, wenn die gesamte Gattung, aus der geleistet werden soll, untergegangen ist. Eine Leistungsbefreiung des Schuldners wegen objektiver Unmöglichkeit (§ 275 Abs. 1 BGB) ist erst gegeben, wenn die gesamte Gattung untergegangen ist. Brennt beispielsweise das Lager des Händlers ab, so bleibt der Anspruch des Käufers grundsätzlich bestehen, solange die Sache noch auf dem Markt erhältlich ist. Jedoch kann der Schuldner sich in Extremfällen auf die wirtschaftliche Unmöglichkeit nach § 275 Abs. 2 BGB berufen. Erforderlich ist dazu, dass der Aufwand für eine Neubeschaffung eine unverhältnismäßige Belastung für den Schuldner darstellt. Etwas engere Grenzen sind bei der Vorratsschuld gesetzt, wenn Leistung aus dem Vorrat geschuldet ist (regelmäßig handelt es sich um die eigene Produktion). Geht dieser unter, tritt Unmöglichkeit ein, ohne dass der Schuldner sich um eine Ersatzsache zu kümmern hätte.
Der Gläubiger geht des Anspruchs auf Übereignung einer der Gattung nach geschuldeten Sache auch dann verlustig, wenn nur seinem Schuldner die Leistung unmöglich geworden ist (persönliche Unmöglichkeit). Die persönliche Unmöglichkeit ist bei Gattungsschulden verhältnismäßig selten, da der Gattung nach bestimmte Sachen üblicherweise auf dem Markt frei verfügbar sind. Für den Gläubiger bewendet es dann bei Gewährleistungsrechten. Ist die geschuldete Sache nur der Gattung nach bestimmt, so hat aber in der Regel der Schuldner, solange die Leistung aus der Gattung möglich ist, sein Unvermögen zur Leistung auch dann zu vertreten, wenn ihm ein Verschulden nicht zur Last fällt, da er im Rahmen der Vereinbarung einer Gattungsschuld auch ein Beschaffungsrisiko hinsichtlich eines Objekts aus der Gattung übernommen hat.

## Konkretisierung der Gattungsschuld
Der Schuldner kann jedoch das Risiko einer Pflicht zur Neubeschaffung dadurch reduzieren, dass er gemäß § 243 Abs. 2 BGB eine Konkretisierung des Leistungsgegenstands herbeiführt. Das setzt voraus, dass der Schuldner das zur Leistung einer erfüllungstauglichen Sache seinerseits Erforderliche getan hat. Das Schuldverhältnis hängt dann von dem Stück ab, auf das die Konkretisierung vorgenommen worden ist. Geht die Sache ohne zurechenbares Verschulden unter (§ 276, § 278 BGB), wird der Schuldner trotz des Beschaffungsrisikos des § 276 Abs. 1 Satz 1 BGB gemäß § 275 Abs. 1 BGB von der Leistung frei.
Bei einer Schickschuld tritt die Konkretisierung ein, wenn der Schuldner die Sache in ordnungsgemäßer Weise (also zum Beispiel: ausreichend frankiert und mit korrekter Adresse versehen) einer geeigneten Transportperson übergibt. Bei einer Holschuld tritt die Konkretisierung ein, wenn der Schuldner die Sache aussondert und den Gläubiger benachrichtigt, dass diese zur Abholung bereitstehe. Bei einer Bringschuld tritt Konkretisierung schließlich ein, wenn der Schuldner – oder sein Gehilfe – die Sache dem Gläubiger an dessen Wohnsitz übergibt. Unabhängig von der Art der Schuld ist erforderlich, dass die ausgewählte und ausgesonderte Sache mittlerer Art und Güte ist. Ist dies nicht der Fall, kann nach § 243 Abs. 1 BGB keine Konkretisierung eintreten.
Die Rechtsfolge der Konkretisierung ist die Umwandlung der Gattungsschuld in eine Stückschuld. Dies bedeutet, dass der Schuldner bei Untergang des konkretisierten Leistungsgegenstandes aufgrund Unmöglichkeit von seiner Leistungspflicht befreit wird. Die Beschaffungspflicht entfällt.
Eine weitere Möglichkeit, die den Schuldner von der Leistungsgefahr entbindet, ist der Annahmeverzug. Nimmt der Gläubiger die ihm angebotene Leistung nicht an, so geht nach § 300 BGB die Gefahr mit Wirkung des Verzuges auf den Gläubiger über.

## Situation in anderen Ländern

### Frankreich
Der französische Code civil unterscheidet nicht zwischen Verpflichtungsgeschäft und Verfügungsgeschäft. Gemäß Art. 1196 Abs. 1 C. civ. geht das Eigentum an einer Sache grundsätzlich schon mit Vertragsabschluss über. Eine unter mehreren Ausnahmen von diesem Grundsatz bildet allerdings die Gattungsschuld, bei der gem. Art. 1585 Hs. 1 C. civ. die Eigentumsübertragung erst durch die Konkretisierung in Form von Abwiegen, Abzählen oder Abmessen erfolgt.